# Etapy rozwiązywania zadań matematycznych według Pólyi
Etapy rozwiązywania zadań matematycznych według Pólyi – ogólny schemat rozwiązywania zadań matematycznych opracowany przez George'a Pólyę. Po raz pierwszy został opublikowany w roku 1945 w jego książce Jak to rozwiązać?. Etapy te są powszechnie akceptowane i stosowane przez nauczycieli i dydaktyków matematyki. W zasadzie wszystkie badania dotyczące rozwiązywania problemów matematycznych przez uczniów są oparte na pracy Pólyi. 
Schemat pólyowski rozwiązywania zadana matematycznego jest następujący:
1. zrozumienie problemu/zadania[1][3][4][2][5] (patrz i myśl)[6],
2. ułożenie planu rozwiązania[1][3][4][2][5] (planuj)[6],
3. realizacja planu (rozwiązanie zadania)[1][3][4][7][5] (działaj)[6],
4. rzut oka wstecz[1][3][4][7][5] (spójrz wstecz)[6].

## Schemat pólyowski

### Zrozumienie zadania
Etap ten polega na zrozumieniu polecenia, odkryciu co jest dane, a co jest szukane oraz jakie są stosunki między tymi wielkościami. Uczeń stara się zrozumieć zadanie, stara się jak najdokładniej je przeanalizować i poznać, rozpatruje jego elementy z różnych punktów widzenia. Szuka związków między danymi i niewiadomymi. Uczeń wyobraża sobie sytuację przedstawioną w zadaniu. Możliwe, że na tym etapie będzie potrzebne rozwiązanie prostszych zadań pomocniczych. 
Przykładowe wskazówki heurystyczne, które nauczyciel matematyki może dać uczniom na tym etapie:
- Czy rozumiesz wszystkie słowa użyte w treści zadania?[2][5]
- Co jest dane?[3][8][4][9][5]
- Co jest niewiadome?[3][4][9][5]
- Jaki jest warunek?[3][4]
- Czy ten warunek można spełnić? Czy (nie)wystarcza on do spełnienia niewiadomej? Jest zbyt wąski lub zbyt obszerny?[3][9][5]
- Czy można wydzielić część warunku?[8]
- Czy masz wystarczające informacje, by móc rozwiązać to zadanie?[2][5]
- Zrób pomocniczy rysunek, wprowadź oznaczenia.[8][4][2][9]
- Czy mógłbyś opowiedzieć o tym problemie swoimi słowami?[2]

### Ułożenie planu rozwiązania
Etap ten polega na stworzeniu odpowiedniego pomysłu i sprawdzenie, czy przy jego pomocy rozwiązanie zadania jest możliwe. Warto upewniać się, czy tworząc plan, nie odchodzi się od istoty zadania. Można tworzyć pomocnicze rysunki. 
Przykładowe wskazówki heurystyczne, które nauczyciel matematyki może dać uczniom na tym etapie:
- Do czego te dane mogą być przydatne?[8]
- Co jest dane, a co jest szukane?[8]
- Czy spotkałeś się kiedyś już z tym zadaniem?[3][8][9]
- Czy spotkałeś się kiedyś z podobnym zadaniem, w nieco innej postaci?[3][8][4][9]
- Jakiego rodzaju jest to zadanie?[8][5]
- Czy znasz jakieś twierdzenie, które mogłoby być tu użyte?[3]
- Czy mógłbyś skorzystać z wyniku lub metody z zadania, które rozwiązałeś wcześniej?[3][9]
- Stwórz rysunek pomocniczy.[2]
- Czy mógłbyś inaczej sformułować zadanie, które masz rozwiązać?[3]
- Odwołaj się do definicji.[3]
- Jakie mamy możliwości?[2]
- Spróbuj podzielić zadanie na części, rozwiązać zadanie prostsze, pokrewne.[3][2]
- Spróbuj odgadnąć rozwiązanie i sprawdzić, czy jest poprawne. (metoda prób i błędów)[5]
- Którą część zadania mógłbyś rozwiązać najpierw?[3]
- Czy skorzystałeś ze wszystkich danych?[3][8][4][9]

### Realizacja planu
Jeśli plan został już ułożony i nie są potrzebne żadne nowe pomysły, to etap wykonywania planu musi być oddzielony od etapu układania planu rozwiązania. Wykonując plan uczeń powinien sprawdzać poprawność każdego kroku.
Przykładowe wskazówki heurystyczne, które nauczyciel matematyki może dać uczniom na tym etapie:
- Czy jest dla ciebie jasne, że ten krok jest poprawny?[3]
- Czy możesz to udowodnić?[3]

### Rzut oka wstecz
Uczeń sprawdza wynik. Czyni także szerszą refleksję nad całym zadaniem. Zastanawia się nad innymi sposobami rozwiązania tego zadania. Zastanawia się także nad swoim procesem rozwiązywania oraz nad dalszym wykorzystaniem uzyskanego wyniku i stworzonej metody, nad tym które metody działały, a które nie.
Przykładowe wskazówki heurystyczne, które nauczyciel matematyki może dać uczniom na tym etapie:
- Czy odpowiedziałeś na pytanie?[5]
- Jak można sprawdzić wynik?[10][11]
- Czy twój wynik ma sens?[5] (w zadaniu tekstowym uczniowi mógł wyjść wynik, że np. w klasie jest 12,5 dziewczynki)
- Czy twój wynik spełnia wszystkie warunki zadania?[5]
- Sprawdź jeszcze raz wszystkie wykonane rachunki.[5]
- Czy ten wynik można otrzymać w inny sposób?[10][11]
- Czy możesz objąć całe rozwiązanie jednym rzutem oka?[3][11]
- Czy możesz wykorzystać ten wynik lub metodę do innego zadania?[3][11]
- Czy to rozwiązanie można skrócić?[12]

## Rozszerzony schemat pólyowski
1. Odkrycie i sformułowanie zadania wynikającego z sytuacji problemowej[13].
2. Zrozumienie zadania[13].
3. Konstrukcja planu rozwiązania[13].
4. Realizacja planu[13].
5. Rzut oka wstecz[13].
6. Spojrzenie w przód[13].

## Inne dyrektywy Pólyi
Oprócz schematu rozwiązywania zadania, Pólya stworzył także siedem dyrektyw dotyczących doboru zadań matematycznych:
1. Łatwiejsze ma pierwszeństwo przed trudniejszym[14].
2. To, co lepiej znane, ma pierwszeństwo przed tym, co znane gorzej[14].
3. Obiekt mający więcej punktów wspólnych z zadaniem ma pierwszeństwo przed obiektem mającym mniej punktów wspólnych[14].
4. Całość ma pierwszeństwo przed częściami, bliższe części przed bardziej oddalonymi[14].
5. Zadania rozwiązane wcześniej zawierające ten sam rodzaj niewiadomej mają pierwszeństwo przed innymi zadaniami rozwiązanymi wcześniej[14].
6. Udowodnione wcześniej twierdzenie, zawierające ten sam związek co twierdzenie, które chcemy udowodnić, ma pierwszeństwo przed innymi udowodnionymi wcześniej twierdzeniami[14].
7. Zadania podobne do zadania rozpatrywanego mają pierwszeństwo przed zadaniami ogólniejszymi, a te mają pierwszeństwo przed wszystkimi pozostałymi[14].